# Scopulomia festivalis
Scopulomia festivalis là một loài bướm đêm trong họ Noctuidae.